# Míriam Herrera Arévalo
Míriam Herrera Arévalo (L’Hospitalet de Llobregat, Barcelonès, 23 d’abril de 1983) és una exjugadora de bàsquet catalana.
Alera pivot, començà a jugar a l'Escola Montserrat, AEJ Riera Cornellà i Club Natació Sabadell. En categoria cadet, s'incorporà al centre formatiu Segle XXI, on jugà durant tres temporades (1998-01). Debutà a la Lliga femenina la temporada 2001-02 amb l'Asociación Deportiva Cortegada, amb el qual jugà durant vuit temporades, guanyant una Copa Galícia (2004), i també competí a l'EuroCup femenina (2007-08 i 2008-09). Posteriorment, jugà a l'Ensino Lugo (2009-10) i Club Baloncesto Pio XII (2010-11). Internacional amb la selecció espanyola en categories inferiors, es proclamà campiona d'Europa en categoria cadet (1999).